# Ящерица Валентина
Ящерица Валентина (лат. Darevskia valentini) — вид ящериц из семейства настоящих ящериц. Название дано в честь немецкого натуралиста Жана Валентина (1868—1898), который вместе с Радде в 1890 году исследовал Карабах.
Общая длина 18—21 см, при этом значительную часть составляет длинный хвост. Голова заметно сжата. Чешуя туловища гладкая. Окраска тела сверху жёлто-зелёного, голубовато-зелёного или зеленовато-жёлтого цвета. Чётко выраженная спинная полоса состоит из неправильной формы тесно расположенных чёрных пятен вдоль позвоночника. Голова сверху имеет чёрные пятна неправильной формы и точки. В период спаривания брюхо и низ головы яркого жёлто-оранжевого цвета. У самцов в это время крайние боковые строки брюшных щитков и прилегающие к ним участки тела приобретают голубой или ярко-синий цвет.
Любит горную местность, скалы, отдельные каменные глыбы, груды камней на пологих склонах в горно-степной и горно-луковой зонах на высотах 1900—3000 метров над уровнем моря. Встречается и среди разреженной травянистой растительности на открытых склонах неподалеку от камней и скал. Прячется в щелях скал, пустотах под камнями и норах грызунов. Питается насекомыми, мелкими беспозвоночными, жуками-долгоносиками, двукрылыми, муравьями, бабочками, уховёртками, пауками, а также моллюсками.
После зимовки на высоте около 2000 метров появляется в конце апреля — начале мая.
Яйцекладущая ящерица. Откладывание яиц происходит в середине июня — начале июля. В кладке 3—8, чаще 5 яиц со средними размерами 14×8 мм. Молодые ящерицы длиной 26—27 мм (без хвоста) появляются в конце августа — начале сентября.
Вид распространён в северо-восточной Турции, северо-западной и центральной Армении и в других горных районах Азербайджана и изолированно в юго-восточной Аджарии (Грузия).